# 日本メキシコ学院
社団法人日本メキシコ学院（しゃだんほうじんにほんメキシコがくいん、スペイン語: Liceo Mexicano Japonés, A.C.）は、メキシコシティ南部アルバロ・オブレゴン行政区ハルディネス・デル・ペドレガルにある日本人学校である。日墨学院（にちぼくがくいん）、リセオとも呼ばれる。メキシコ・ヤクルト社の会長を務めた春日カルロスが創設者で、初代校長を務めた。

## 概要
マリア・ドローレス・モニカ・パルマ・モラ（María Dolores Mónica Palma Mora）によると、日本メキシコ学院は日系メキシコ人の「生活における中央機関」であるという。また、千鶴子・ホーゲン・渡邊によると、日本人が子供に日本メキシコ学院を通わせたのは「民族性を維持して、成功の礎としている精神上の財産を教えて、ほかの日系人の子供との関連を維持する」ためで、多くの日系人が日本メキシコ学院の管理と問題点を学ぶために学院を訪れるという。
2012年にレフォルマ紙が発表したメキシコシティ内の私立高校ランキングにて総合一位を取得、2014年の同ランキングでも最高スコアを得た。

## 歴史
正式に開校する1977年まで、10年以上の準備活動が行われてきた。当時のメキシコシティにはすでに日本人学校が数校存在していたが、1974年に合併が始まり、予備校1校とメキシコシティの日本人補習校4校のうち3校が1977年に正式に合同した。
学校設立の提案はメキシコシティの日系人社会で賛否両論だった。渡邊によると、メキシコ日本人協会と日本メキシコ学院の重要性は協会と学院の「設立と管理について日系人の間で多くの紛争がおきた」ことが示している。例えば、1967年7月に行われた協会の年度会議では暴動を防ぐために警察官12人が出動、暴力の予告も受けた。渡邊によると、日本メキシコ学院が開校した後は「敵対が収まり、団結した状態になっている」。
学校設立は日本の田中角栄総理大臣がメキシコを訪問した後のことだった。日本政府は1975年に開校に必要な資金として3億円を拠出した。田中は後に学院の定礎式に出席した。1977年9月、日本メキシコ学院は正式に発足、開校式にメキシコ元大統領ルイス・エチェベリアと教育相ポルフィリオ・ムニョス・レドが出席した。日本とメキシコ両政府とも学院を承認した。学校設立に最も前向きだったのはメキシコの日系二世であり、子供に日本の文化を継承させたいことがその理由だった。1984年に高校部を開設、日本の福田赳夫総理大臣は同年に日本メキシコ学院を訪れた。
幼稚部から高校部まで持った日本メキシコ学院はやがて1,000人以上の生徒を抱えるようになり、メキシコ人、日系人、日本の外交官や駐在員の子女など幅広い層を含むようになった。
ラテンアメリカの日本人の作者であるダニエル・マスターソンによると、日本メキシコ学院はメキシコで「最も成功した学校のうちの1校」に上り詰めたという。また、メキシコ・ジャーナル（Mexico Journal）によると、1988年から1994年までのメキシコ大統領カルロス・サリナス・デ・ゴルタリが子弟を日本メキシコ学院に通学させたため、日本では日本メキシコ学院がメキシコ最良の学校として見られているという。サリナス本人は子弟を日本メキシコ学院に通学させた理由に日本の文化が設計と規律を重要視することを挙げた。この出来事の背景には、同時期のメキシコ政府は日本との通商を拡大しており、日本はメキシコにおける影響力を拡大していたという事実がある。また、メキシコ当局は日本からの投資を誘致しようとしていた。
1997年、予備学級の学生が同校の小学生に性的暴行を加えたという疑いをかけられた。親からの圧力により疑われた学生は退学処分を受けたが、その学生は後に少年委員会によって無罪放免されている。日本メキシコ学院はその学生の研修旅行を取り消したとして187万メキシコ・ペソの罰金を科された。11月には子弟が日本メキシコ学院に通学している官僚がその学生を退学させるよう学院に圧力をかけたとの疑惑が浮上していた。
1997年、名古屋市はメキシコシティとの姉妹都市締結20周年記念として日本メキシコ学院との学生交換を開始、日本メキシコ学院は以降毎年名古屋に学生を派遣している。

## 教育課程
日本メキシコ学院はメキシコ教育省とメキシコ国立自治大学の教育課程に準拠したメキシココースと日本文部科学省の教育課程に準拠した日本コースを提供している。
メキシコ人子弟向けのメキシココースは主にスペイン語で行われるが、日本語学習も週に10時間行われる。美術、書道、柔道、空手道、音楽、茶道も教える。

## 校舎

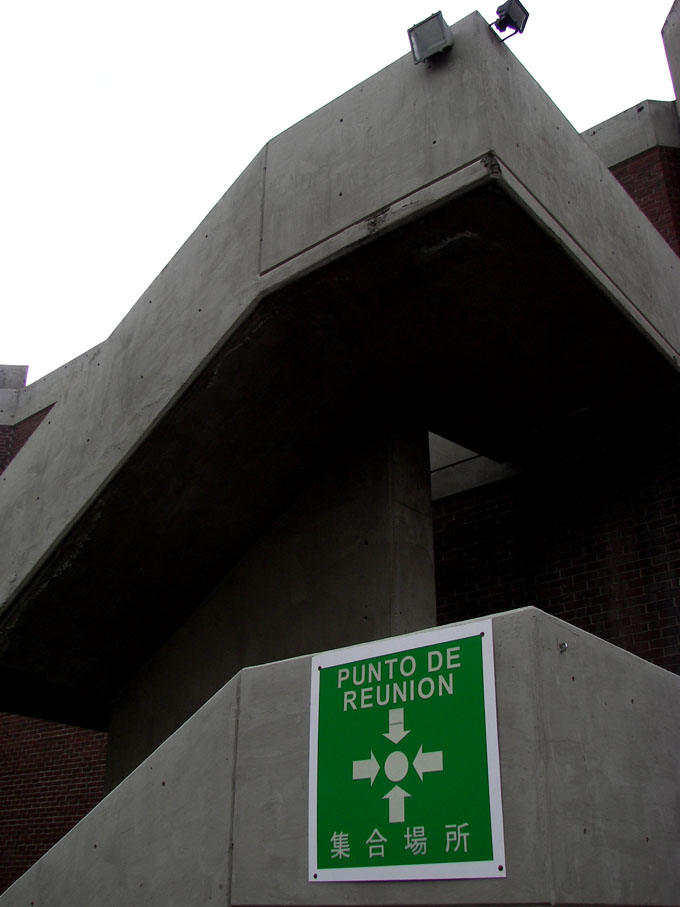
校舎の標識はスペイン語と日本語の両方で書かれている。

校舎の面積は約36,880平方メートルである。校舎を設計した建築士はメキシコ出身のペドロ・ラミレス・バスケスとマヌエル・ロセン・モリソン（Manuel Rosen Morrison）で、ラファエル・エスピノサ（Rafael Espinoza）も設計に参加した。日本政府が校舎の設計を委託した。
体育館の外壁には1987年に横浜の美術作家西森禎子が発案した壁画がある。日本メキシコ学院の学生20人と日本からの学生14人が合作で壁画を描いたのであった。
学院の体育施設は合気道、バスケットボール、ダンス、空手道、剣道などの運動に使われる。

## 学生
1981年時点ではメキシココースには幼稚園生150人、小学生470人、中学生166人、高校生60人、日本コースには小学生282人、中学生58人がいた。
1983年時点の学生のうち、日系人以外の学生の家族は大半が金持ちでインテリだった。渡邊によると、この現象の起因は日本メキシコ学院の「位置、私立であること、教育のクオリティが高いこと」にあるという。またほかの州に住む日系人家族も日本メキシコ学院に通学させるために子弟をメキシコシティに住む親族の元に送り出したという。

## 学校行事
1983年時点では遠足、学芸会などが行われるが、最大級の行事は運動会で、渡邊によると社交イベントとしての役割も果たしたという。学院は学校行事と交流活動でメキシココースと日本コースを交流させている。新年、メキシコ独立記念日、死者の日、公現祭、ラス・ポサダス、国際フレンドシップ・デー、学生の日、子供の日でもイベントが行われ、日本とメキシコの歴史を教えることを目的としている。

## 関連図書
- 在メキシコ日本国大使館
- 齋藤 さくら (Sakura Martínez Saito)、田中 京子. "日本発の国際学校で学んだ子どもたちは今 : 「日本メキシコ学院」の二文化教育の成果を探る" (Archive). 16-Oct-2006. 『名古屋大学留学生センター紀要』 (Journal of the Education Center for International Students), 名古屋大学留学生センター (Education Center for International Students, ECIS). v.4, 2006, p.29-42. (Information). ISSN 1348-6616.
- 深沢 正雪. 再浮上する日伯学園構想 第四部 日本と国際学校(3)：日墨学院 (1)〝独系のような学校を〟駐在員と共に周到に準備 (Archive) 『ニッケイ新聞』. 2002年3月27日
- 深沢 正雪. "再浮上する日伯学園構想――第四部日本と国際学校－（４）－日墨学院②－少しでも統合教程へ－絶え間ない国際化努力." (Archive) 『ニッケイ新聞』. ３月２８日（木）
- 中屋敷正人（当時、ジェトロのメキシコ所長）.『日本メキシコ学院十年の歩み』毎日新聞社刊、1987年9月。
- （スペイン語） Correa, Susana and Juan Balderas. "Encabeza Liceo Mexicano Japonés Las Mejores Prepas" (Archive) Diario Reforma（英語版、スペイン語版）. February 23, 2014.